# Johann Cicero van Brandenburg
Johan Cicero (Ansbach, 2 augustus 1455 – Arneburg, 9 januari 1499) was van 1486 tot zijn dood keurvorst van Brandenburg. Zijn ouders waren keurvorst Albrecht Achilles van Brandenburg en Margaretha van Baden. Hij stamde uit het huis Hohenzollern.

## Leven
Johan kreeg wegens zijn redenaarstalent in de 16e eeuw de bijnaam Cicero en werd door zijn tijdgenoten vanwege zijn krachtige voorkomen en latere zwaarlijvigheid ook wel Magnus genoemd. Hij werd door zijn vader al in 1473 regent van de Mark Brandenburg gemaakt. Albrecht Achilles zelf verbleef net als zijn voorgangers liever in de zuidelijke stamburcht van zijn familie. Johan Cicero was de eerste Hohenzoller die in de mark opgroeide en ook de eerste die er zijn laatste rustplaats vond.
Op 11 maart 1486 stierf Albrecht Achilles en Johan Cicero volgde hem op als keurvorst. Hij erkende de privileges van de dubbelstad Berlijn-Cölln en maakte deze tot zijn eerste residentie. Hier ligt de oorsprong van Berlijn als hoofdstad.
Johan Cicero voerde in 1488 het accijns op bier in, het eerste geval van indirecte belasting, en liet veel drukkerijen oprichten (de boekdrukkunst was een jaar of 40 eerder uitgevonden). In 1493 kwam hij met Pommeren overeen dat hij daar troonopvolger werd. Ook lukte het hem via diplomatie het gebied Zossen aan zijn land toe te voegen.
In 1499 stierf Johan Cicero aan borstvliesontsteking (pleuritis), mogelijk als gevolg van een vermageringskuur. Hij werd bijgezet in het klooster Lehnin, maar later verplaatst naar de crypte onder Dom van Berlijn waar zijn kleinzoon Joachim II Hector een heden ten dage nog goed bewaard gebleven grafmonument voor hem liet bouwen.
Na de turbulente regeringsperiode van Abrecht Achilles was het Johan Cicero gelukt het land in rustiger vaarwater te krijgen. Dit leidde het begin in van een 100-jarige periode van vrede. Hij werd opgevolgd door zijn zoon Joachim I Nestor.

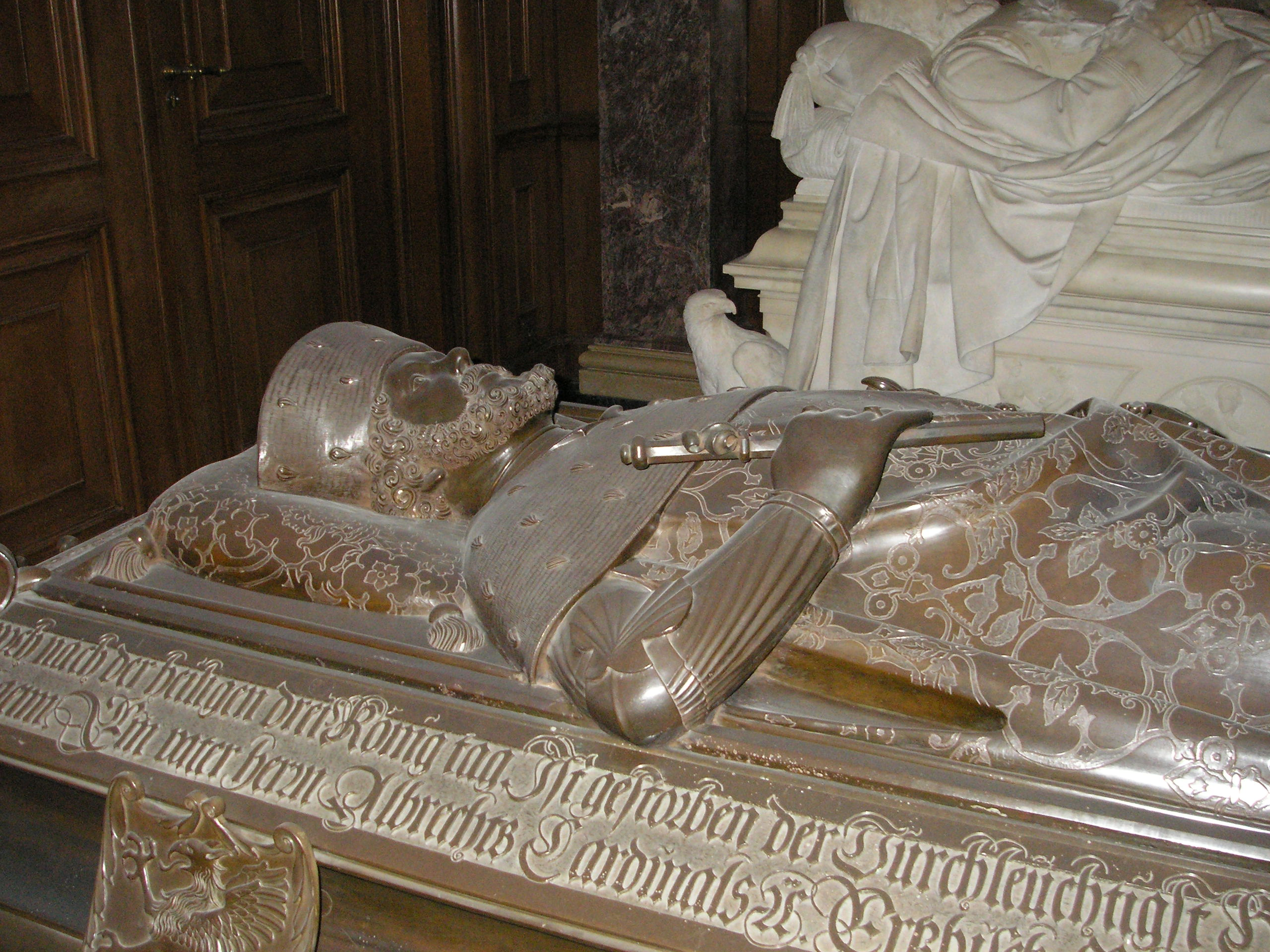
Graf van Johann Cicero in de crypte onder de Berliner Dom

## Kinderen
Johan Cicero trad op 25 augustus 1476 in het huwelijk met Margaretha (1449-1501), de dochter van Willem III van Saksen en Anna van Oostenrijk. Hun kinderen waren:
- Joachim I Nestor (21 februari 1484 - 11 juli 1535)
- Anna (27 augustus 1487 - 03 mei 1514), getrouwd met Frederik I van Denemarken
- Ursula (17 oktober 1488 - 18 september 1510), getrouwd met hertog Hendrik V van Mecklenburg-Schwerin
- Albrecht (28 juni 1490 - 24 september 1545), werd in 1513 aartsbisschip van Maagdenburg en Halberstadt, in 1514 keurvorst van Mainz, in 1518 kardinaal
- En nog drie jong gestorven kinderen

### Voorvaderen
| Johann Cicero van Brandenburg             | Johann Cicero van Brandenburg                                                    | Johann Cicero van Brandenburg                                                    | Johann Cicero van Brandenburg                                                    | Johann Cicero van Brandenburg                                                    | Johann Cicero van Brandenburg                                                    | Johann Cicero van Brandenburg                                                    | Johann Cicero van Brandenburg                                                    | Johann Cicero van Brandenburg                                                    |
| ----------------------------------------- | -------------------------------------------------------------------------------- | -------------------------------------------------------------------------------- | -------------------------------------------------------------------------------- | -------------------------------------------------------------------------------- | -------------------------------------------------------------------------------- | -------------------------------------------------------------------------------- | -------------------------------------------------------------------------------- | -------------------------------------------------------------------------------- |
| Overgrootouders                           | Frederik V van Neurenberg (1333–1398) ∞ Elisabeth van Meissen (1329-1375)        | Frederik V van Neurenberg (1333–1398) ∞ Elisabeth van Meissen (1329-1375)        | Frederik van Beieren (1339-1393) ∞ Maddalena Visconti (1366-1404)                | Frederik van Beieren (1339-1393) ∞ Maddalena Visconti (1366-1404)                | Bernhard I van Baden (1364-1431) ∞ Anna van Oettingen (-1436)                    | Bernhard I van Baden (1364-1431) ∞ Anna van Oettingen (-1436)                    | Karel II van Lotharingen (1364-1431) ∞ Margaretha van Wittelsbach (1376-1434)    | Karel II van Lotharingen (1364-1431) ∞ Margaretha van Wittelsbach (1376-1434)    |
| Grootouders                               | Frederik I van Brandenburg (1371–1440) ∞ Elisabeth van Beieren (1383-1442)       | Frederik I van Brandenburg (1371–1440) ∞ Elisabeth van Beieren (1383-1442)       | Frederik I van Brandenburg (1371–1440) ∞ Elisabeth van Beieren (1383-1442)       | Frederik I van Brandenburg (1371–1440) ∞ Elisabeth van Beieren (1383-1442)       | Jacob van Baden (1407-1453) ∞ Catharina van Lotharingen (1407-1439)              | Jacob van Baden (1407-1453) ∞ Catharina van Lotharingen (1407-1439)              | Jacob van Baden (1407-1453) ∞ Catharina van Lotharingen (1407-1439)              | Jacob van Baden (1407-1453) ∞ Catharina van Lotharingen (1407-1439)              |
| Ouders                                    | Albrecht Achilles van Brandenburg (1414–1486) ∞ Margaretha van Baden (1431-1457) | Albrecht Achilles van Brandenburg (1414–1486) ∞ Margaretha van Baden (1431-1457) | Albrecht Achilles van Brandenburg (1414–1486) ∞ Margaretha van Baden (1431-1457) | Albrecht Achilles van Brandenburg (1414–1486) ∞ Margaretha van Baden (1431-1457) | Albrecht Achilles van Brandenburg (1414–1486) ∞ Margaretha van Baden (1431-1457) | Albrecht Achilles van Brandenburg (1414–1486) ∞ Margaretha van Baden (1431-1457) | Albrecht Achilles van Brandenburg (1414–1486) ∞ Margaretha van Baden (1431-1457) | Albrecht Achilles van Brandenburg (1414–1486) ∞ Margaretha van Baden (1431-1457) |
| Johann Cicero van Brandenburg (1455–1499) |                                                                                  |                                                                                  |                                                                                  |                                                                                  |                                                                                  |                                                                                  |                                                                                  |                                                                                  |